# Seven de Dubái 2013
El Seven de Dubái de 2013 fue la decimocuarta edición del torneo de rugby 7, fue el segundo torneo de la temporada 2013-14 de la Serie Mundial Masculina de Rugby 7.
Se disputó en el The Sevens Stadium.

## Fase de grupos

### Grupo A
| Equipo        | Encuentros | Encuentros | Encuentros | Encuentros | Tantos  | Tantos    | Tantos     | Puntos |
| Equipo        | jugados    | ganados    | empatados  | perdidos   | a favor | en contra | diferencia | Puntos |
| ------------- | ---------- | ---------- | ---------- | ---------- | ------- | --------- | ---------- | ------ |
| Nueva Zelanda | 3          | 3          | 0          | 0          | 102     | 5         | +97        | 9      |
| Kenia         | 3          | 2          | 0          | 1          | 24      | 52        | -28        | 7      |
| Portugal      | 3          | 1          | 0          | 2          | 26      | 60        | -34        | 5      |
| Francia       | 3          | 0          | 0          | 3          | 22      | 57        | -35        | 3      |

Nota: Se otorgan 3 puntos al equipo que gane un partido, 2 al que empate y 1 al que pierda

### Grupo B
| Equipo    | Encuentros | Encuentros | Encuentros | Encuentros | Tantos  | Tantos    | Tantos     | Puntos |
| Equipo    | jugados    | ganados    | empatados  | perdidos   | a favor | en contra | diferencia | Puntos |
| --------- | ---------- | ---------- | ---------- | ---------- | ------- | --------- | ---------- | ------ |
| Gales     | 3          | 3          | 0          | 0          | 88      | 33        | +55        | 9      |
| Escocia   | 3          | 2          | 0          | 1          | 61      | 62        | -1         | 7      |
| Australia | 3          | 1          | 0          | 2          | 76      | 40        | +36        | 5      |
| España    | 3          | 0          | 0          | 3          | 14      | 104       | -90        | 3      |

### Grupo C
| Equipo         | Encuentros | Encuentros | Encuentros | Encuentros | Tantos  | Tantos    | Tantos     | Puntos |
| Equipo         | jugados    | ganados    | empatados  | perdidos   | a favor | en contra | diferencia | Puntos |
| -------------- | ---------- | ---------- | ---------- | ---------- | ------- | --------- | ---------- | ------ |
| Fiyi           | 3          | 3          | 0          | 0          | 88      | 45        | +43        | 9      |
| Inglaterra     | 3          | 2          | 0          | 1          | 96      | 38        | +58        | 7      |
| Canadá         | 3          | 1          | 0          | 2          | 67      | 80        | -13        | 5      |
| Estados Unidos | 3          | 0          | 0          | 3          | 17      | 95        | -78        | 3      |

### Grupo D
| Equipo    | Encuentros | Encuentros | Encuentros | Encuentros | Tantos  | Tantos    | Tantos     | Puntos |
| Equipo    | jugados    | ganados    | empatados  | perdidos   | a favor | en contra | diferencia | Puntos |
| --------- | ---------- | ---------- | ---------- | ---------- | ------- | --------- | ---------- | ------ |
| Sudáfrica | 3          | 3          | 0          | 0          | 77      | 17        | +60        | 9      |
| Argentina | 3          | 2          | 0          | 1          | 59      | 34        | +25        | 7      |
| Samoa     | 3          | 1          | 0          | 2          | 50      | 57        | -7         | 5      |
| Rusia     | 3          | 0          | 0          | 3          | 22      | 100       | -78        | 3      |

## Fase Final

### Cuartos de final
| 30 de noviembre | Nueva Zelanda | 26 - 19 | Argentina |  |  |

| 30 de noviembre | Fiyi | 26 - 14 | Escocia |  |  |

| 30 de noviembre | Sudáfrica | 21 - 12 | Kenia |  |  |

| 30 de noviembre | Gales | 12 - 33 | Inglaterra |  |  |

### Semifinal
| 30 de noviembre | Fiyi | 44 - 0 | Nueva Zelanda |  |  |

| 30 de noviembre | Sudáfrica | 26 - 12 | Inglaterra |  |  |

### Final
| 30 de noviembre | Fiyi | 29 - 17 | Sudáfrica |  |  |

| Bandera de Fiyi        |
| Campeón Fiyi           |
| 1º título del circuito |